# Waldbaumläufer

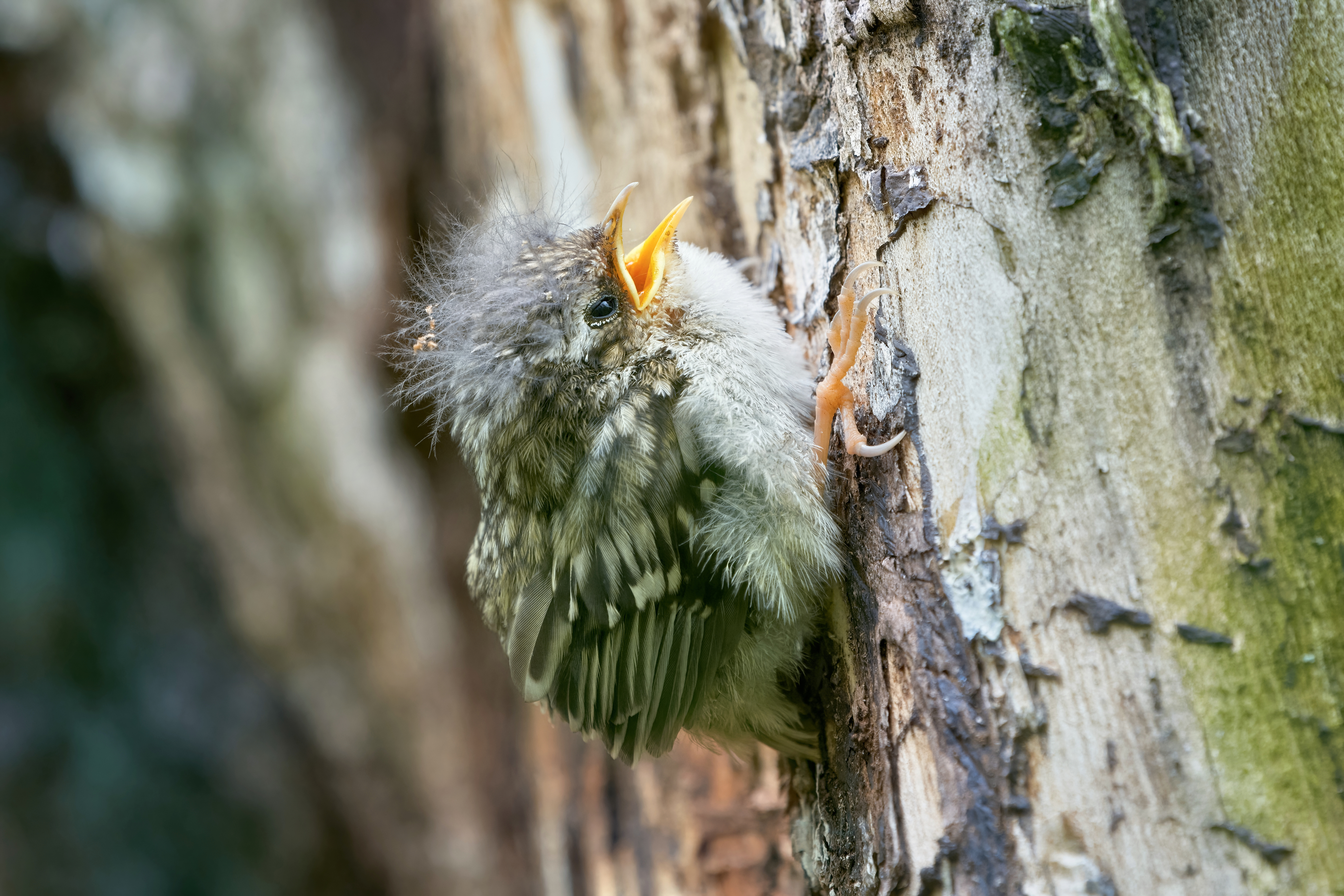
Jungvogel, flügge

Der Waldbaumläufer (Certhia familiaris) ist eine Vogelart aus der Gattung der Baumläufer (Certhia).

## Beschreibung
Der Waldbaumläufer ist einer der kleinsten Vögel in Europa; er wird 12 bis 13 cm groß. Das Gewicht beträgt 9 g. Vom Aussehen her kann man ihn kaum vom Gartenbaumläufer unterscheiden, aber seine Hinterzehenkralle ist länger als bei diesem. Außerdem hat der Waldbaumläufer einen kürzeren Schnabel, eine reinere weiße Unterseite und Überaugenstreif, sowie eine weißere, kontrastreichere Fleckung auf seinem Mantel. Eine zuverlässige Unterscheidung kann durch die Stimme erfolgen.
Der spitze Schnabel ist nach unten gebogen und wird 12 bis 14 mm lang. Zum Abstützen und Steuern benutzt er die bis zu 5 cm langen Schwanzfedern. Die Körperunterseite ist weiß, die Oberseite rindenfarbig und der Überaugenstreif weiß. Männchen und Weibchen sind gleichgefärbt.
Sein Ruf klingt wie „siih“ oder „tih“. Die kurze Gesangsstrophe ist eine abfallende, zum Ende ansteigende Reihe leiser Pfeiftöne und erinnert an die Lautäußerungen von Blaumeise und Fitis.
Waldbaumläufer können bis zu sieben Jahre alt werden.

## Lebensraum und Verbreitung

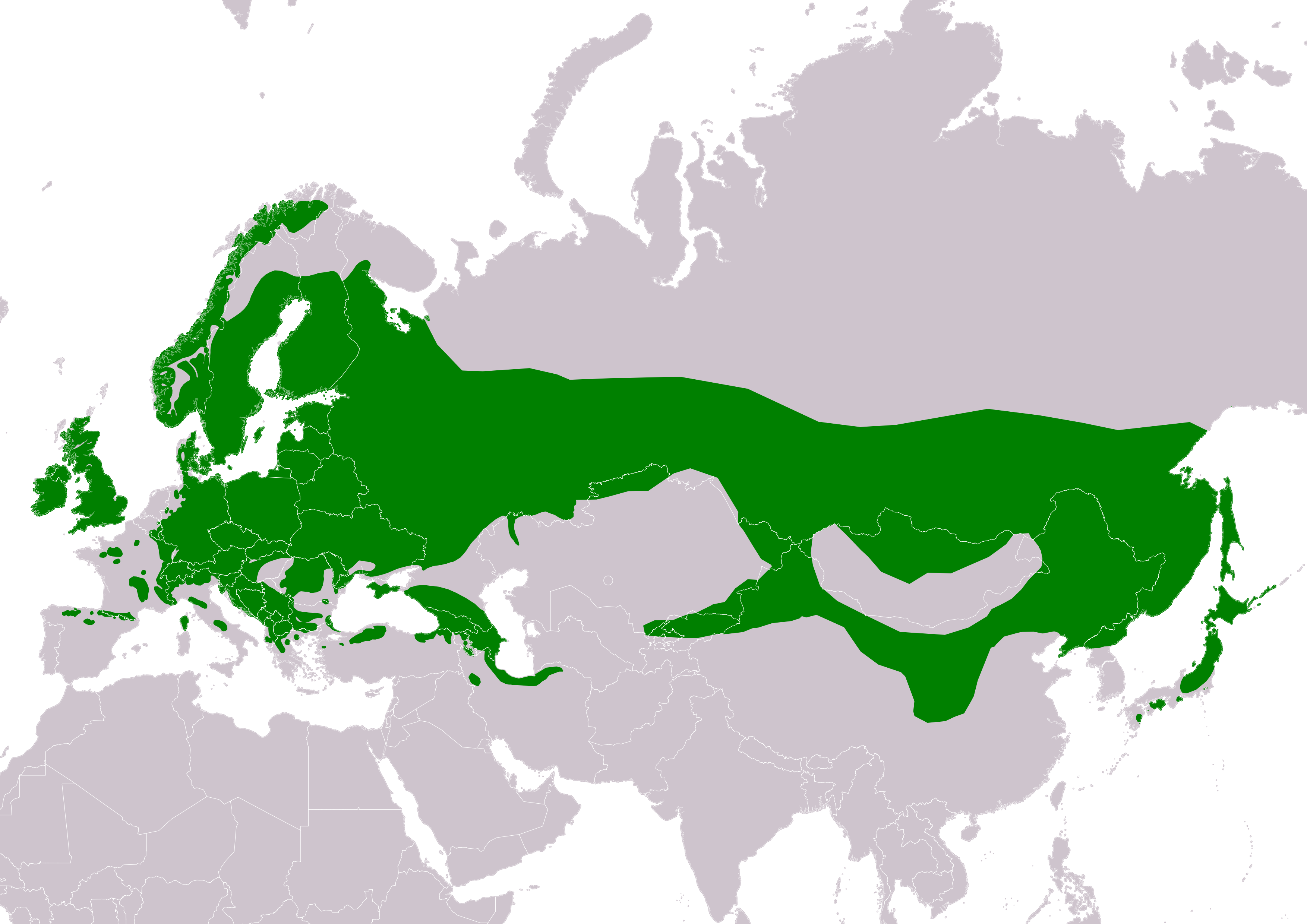
Verbreitung des Waldbaumläufers:
Ganzjähriges Vorkommen

Der Waldbaumläufer bewohnt ganzjährig Nadel- und Mischwälder in Europa (außer der iberischen Halbinsel südlich der Pyrenäen), bevorzugt in dichter bewachsenen Bereichen. In Asien erstreckt sich sein Verbreitungsgebiet vom Ural durchs südliche Sibirien bis nach Japan und Nordchina. Der europäische Bestand wird auf 6 bis 11,4 Mio. Brutpaare geschätzt (ca. 30 % des Weltbestandes).

## Ernährung
Der Waldbaumläufer frisst hauptsächlich Insekten, z. B. zu einem großen Teil Blattläuse, Käfer, Schmetterlingsraupen und Schnaken sowie Spinnen. Teilweise nimmt er auch verschiedene Samen in seine Ernährung auf. Zur Nahrungssuche klettert er ruckartig und schraubenförmig an Stämmen und dicken Ästen hoch und stochert mit seinem Schnabel in Ritzen in und hinter der Rinde.
Regelmäßig nehmen Waldbaumläufer auch kleinere Flechtenstücke zu sich. Diese scheinen sie für eine funktionierende Verdauung zu benötigen.

## Fortpflanzung

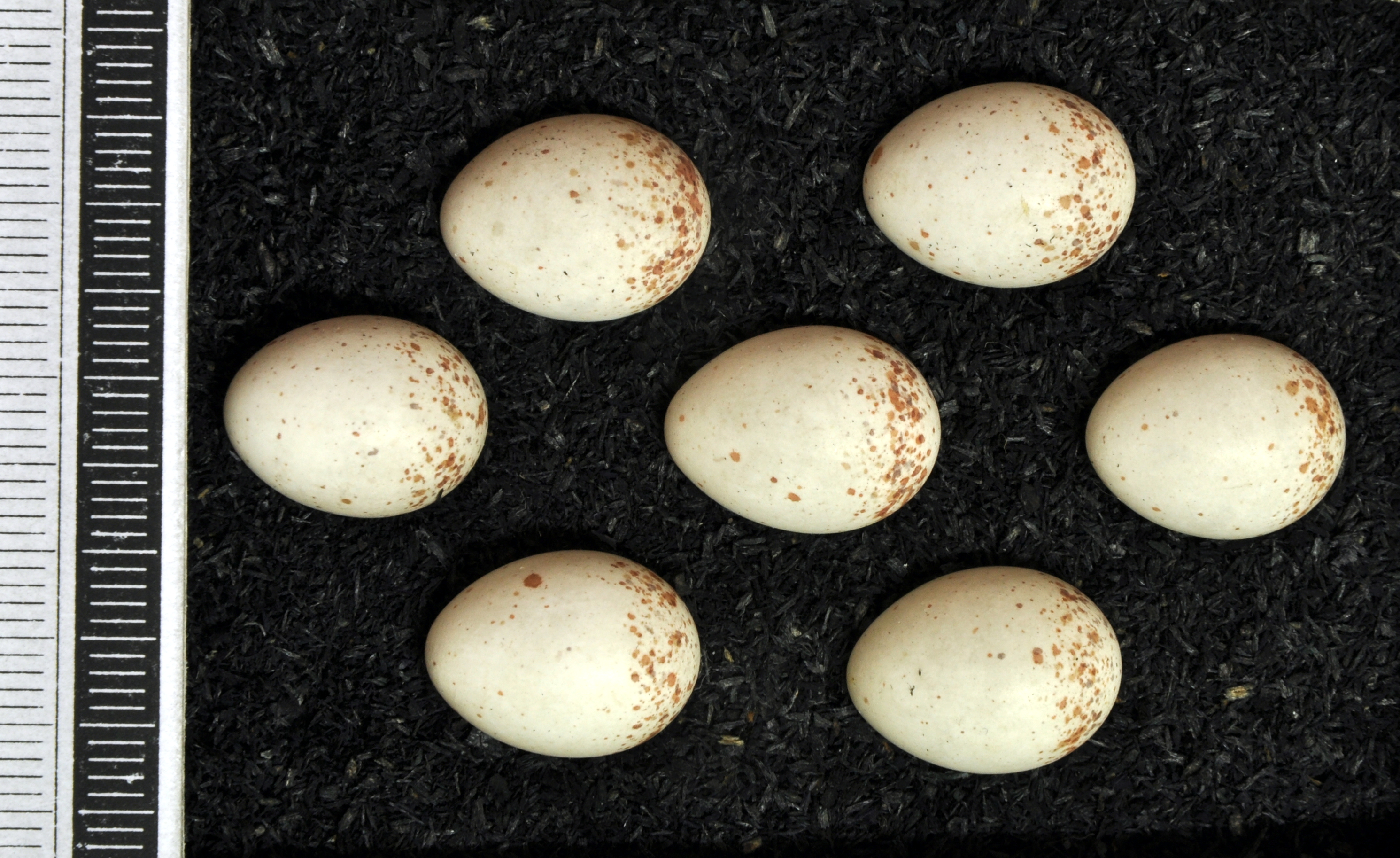
Gelege (Sammlung Museum Wiesbaden)

Die Geschlechtsreife tritt nach einem Jahr ein. Die Brutzeit erstreckt sich von März bis Juli. Das Nest wird aus Reisern, Moos, Tierhaaren und Federn in Baumspalten und hinter loser Rinde gebaut. Das Weibchen legt fünf bis acht Eier und wärmt sie zwei Wochen, bis die Jungvögel schlüpfen. Nach 14 bis 15 Tagen verlassen die Jungen das Nest und werden noch eine längere Zeit von den Erwachsenen betreut.

## Stimme
Der Waldbaumläufer ruft wiederholt, fein, klingelnd trillernd „srri“ (zarter und unauffälliger als ein ähnlicher Amselruf), manchmal auch locker wiederholt dünn und sauberer (ohne „r“) „tiih“. Der Gesang ist eine 2–3 Sekunden dauernde hohe Strophe (im Klang wie eine Blaumeise), abfallend mit Schnörkel oder Triller am Ende.